# Slowaaks voetbalelftal in 2000
Het Slowaaks voetbalelftal speelde dertien interlands in het jaar 2000, waaronder drie duels in de kwalificatiereeks voor het WK voetbal 2002 in Japan en Zuid-Korea. De selectie stond onder leiding van bondscoach Jozef Adamec, de opvolger van de eind 1998 weggestuurde Jozef Jankech. Op de in 1993 geïntroduceerde FIFA-wereldranglijst zakte Slowakije in 2000 van de 21ste (januari 2000) naar de 24ste plaats (december 2000).

## Balans
| Wedstrijden | Wedstrijden | Wedstrijden | Wedstrijden | Doelpunten | Doelpunten | Doelpunten | Punten |
| Gespeeld    | Winst       | Gelijk      | Verlies     | Voor       | Tegen      | Saldo      | Punten |
| ----------- | ----------- | ----------- | ----------- | ---------- | ---------- | ---------- | ------ |
| 13          | 5           | 6           | 2           | 13         | 7          | +6         | 1.231  |

## Interlands
|                                                       |                       |       |           |                                                                                      |
| 9 februari Copa de Valparaíso № 82 «onderlinge duels» | Bulgarije             | 1 – 0 | Slowakije | Estadio Playa Ancha, Valparaíso Toeschouwers: 3.000 Scheidsrechter: Pablo Pozo (CHL) |
| 9 februari Copa de Valparaíso № 82 «onderlinge duels» | Krasimir Chomakov 81' |       |           | Estadio Playa Ancha, Valparaíso Toeschouwers: 3.000 Scheidsrechter: Pablo Pozo (CHL) |

|                                                        |           |       |           |                                                                                             |
| 12 februari Copa de Valparaíso № 83 «onderlinge duels» | Australië | 0 – 0 | Slowakije | Estadio Playa Ancha, Valparaíso Toeschouwers: 3.500 Scheidsrechter: Luis Mariano Peña (CHL) |
| 12 februari Copa de Valparaíso № 83 «onderlinge duels» |           |       |           | Estadio Playa Ancha, Valparaíso Toeschouwers: 3.500 Scheidsrechter: Luis Mariano Peña (CHL) |

|                                                        |       |                                 |           |                                                                                      |
| 15 februari Copa de Valparaíso № 84 «onderlinge duels» | Chili | 0 – 2                           | Slowakije | Estadio Playa Ancha, Valparaíso Toeschouwers: 3.000 Scheidsrechter: Guido Aros (CHI) |
| 15 februari Copa de Valparaíso № 84 «onderlinge duels» |       | 5' Igor Bališ 17' Ondrej Šmelko |           | Estadio Playa Ancha, Valparaíso Toeschouwers: 3.000 Scheidsrechter: Guido Aros (CHI) |

|                                                  |                     |       |                     |                                                                                  |
| 24 mei Vriendschappelijk № 85 «onderlinge duels» | Slowakije           | 1 – 1 | Saoedi-Arabië       | Štadión pod Zoborom, Nitra Toeschouwers: 2.117 Scheidsrechter: Goran Marić (CRO) |
| 24 mei Vriendschappelijk № 85 «onderlinge duels» | Vladimír Kožuch 37' |       | 13' Nawaf Al-Temyat | Štadión pod Zoborom, Nitra Toeschouwers: 2.117 Scheidsrechter: Goran Marić (CRO) |

|                                                  |                                                    |       |           |                                                                                  |
| 27 mei Vriendschappelijk № 86 «onderlinge duels» | Noorwegen                                          | 2 – 0 | Slowakije | Ullevaal Stadion, Oslo Toeschouwers: 16.350 Scheidsrechter: Sten Johansson (SWE) |
| 27 mei Vriendschappelijk № 86 «onderlinge duels» | Ole Gunnar Solskjær 21' (pen.) Steffen Iversen 85' |       |           | Ullevaal Stadion, Oslo Toeschouwers: 16.350 Scheidsrechter: Sten Johansson (SWE) |

|                                                  |                            |       |                  |                                                                                  |
| 31 mei Vriendschappelijk № 87 «onderlinge duels» | Rusland                    | 1 – 1 | Slowakije        | Dinamo Stadion, Moskou Toeschouwers: 8.000 Scheidsrechter: Andrei Iacovlev (MDA) |
| 31 mei Vriendschappelijk № 87 «onderlinge duels» | Vladimir Bestsjastnych 60' |       | 25' Martin Fabuš | Dinamo Stadion, Moskou Toeschouwers: 8.000 Scheidsrechter: Andrei Iacovlev (MDA) |

|                                           |                      |       |                 |                                                                                 |
| 11 juni Kirin Cup № 88 «onderlinge duels» | Japan                | 1 – 1 | Slowakije       | Sendai Stadium, Sendai Toeschouwers: 45.831 Scheidsrechter: Kim Young-Joo (KOR) |
| 11 juni Kirin Cup № 88 «onderlinge duels» | Shunsuke Nakamura 9' |       | 7' Peter Dzúrik | Sendai Stadium, Sendai Toeschouwers: 45.831 Scheidsrechter: Kim Young-Joo (KOR) |

|                                           |         |                                      |           |                                                                              |
| 14 juni Kirin Cup № 89 «onderlinge duels» | Bolivia | 0 – 2                                | Slowakije | Tosu Stadium, Tosu Toeschouwers: 8.037 Scheidsrechter: Masayoshi Okada (JPN) |
| 14 juni Kirin Cup № 89 «onderlinge duels» |         | 2' Roman Kratochvíl 45' Martin Fabuš |           | Tosu Stadium, Tosu Toeschouwers: 8.037 Scheidsrechter: Masayoshi Okada (JPN) |

|                                                       |                    |       |                   |                                                                                 |
| 16 augustus Vriendschappelijk № 90 «onderlinge duels» | Slowakije          | 1 – 1 | Kroatië           | Tehelné pole, Bratislava Toeschouwers: 4.298 Scheidsrechter: Michal Beneš (CZE) |
| 16 augustus Vriendschappelijk № 90 «onderlinge duels» | Szilárd Németh 28' |       | 23' Boško Balaban | Tehelné pole, Bratislava Toeschouwers: 4.298 Scheidsrechter: Michal Beneš (CZE) |

|                                                             |                                          |       |           |                                                                                |
| 3 september WK-kwalificatie groep 4 № 91 «onderlinge duels» | Slowakije                                | 2 – 0 | Macedonië | Tehelné pole, Bratislava Toeschouwers: 4.011 Scheidsrechter: Alain Hamer (LUX) |
| 3 september WK-kwalificatie groep 4 № 91 «onderlinge duels» | Goran Stavrevski 3' (e.d.) Igor Demo 74' |       |           | Tehelné pole, Bratislava Toeschouwers: 4.011 Scheidsrechter: Alain Hamer (LUX) |

|                                                                     |          |                    |           |                                                                                         |
| 7 oktober WK-kwalificatie groep 4 № 92 «onderlinge duels» 18:00 uur | Moldavië | 0 – 1              | Slowakije | Stadionul Republican, Chisinau Toeschouwers: 5.000 Scheidsrechter: Fritz Stuchlik (AUT) |
| 7 oktober WK-kwalificatie groep 4 № 92 «onderlinge duels» 18:00 uur |          | 79' Szilárd Németh |           | Stadionul Republican, Chisinau Toeschouwers: 5.000 Scheidsrechter: Fritz Stuchlik (AUT) |

|                                                            |           |       |        |                                                                                 |
| 11 oktober WK-kwalificatie groep 4 № 93 «onderlinge duels» | Slowakije | 0 – 0 | Zweden | Tehelné pole, Bratislava Toeschouwers: 11.227 Scheidsrechter: Hugh Dallas (SCO) |
| 11 oktober WK-kwalificatie groep 4 № 93 «onderlinge duels» |           |       |        | Tehelné pole, Bratislava Toeschouwers: 11.227 Scheidsrechter: Hugh Dallas (SCO) |

|                                                       |             |                                     |           |                                                                                 |
| 15 november Vriendschappelijk № 94 «onderlinge duels» | Griekenland | 0 – 2                               | Slowakije | Diagoras Stadion, Rodos Toeschouwers: 1.500 Scheidsrechter: Rune Pedersen (NOR) |
| 15 november Vriendschappelijk № 94 «onderlinge duels» |             | 17' Szilárd Németh 72' Peter Németh |           | Diagoras Stadion, Rodos Toeschouwers: 1.500 Scheidsrechter: Rune Pedersen (NOR) |

## FIFA-wereldranglijst
| JAN | FEB | MAR | APR | MEI | JUN | JUL | AUG | SEP | OKT | NOV | DEC |
| --- | --- | --- | --- | --- | --- | --- | --- | --- | --- | --- | --- |
| 21  | 25  | 25  | 25  | 26  | 25  | 26  | 27  | 28  | 26  | 27  | 24  |

## Statistieken
| Kamil Susko        | 1974-11-06 | FC Baník Ostrava     | 8  | 0 | 0 | 15 | 0  |
| Miroslav König     | 1972-06-01 | FC Basel             | 4  | 1 | 0 | 21 | 0  |
| Juraj Bucek        | 1973-09-15 | Skoda Xanthi         | 1  | 1 | 0 | 2  | 0  |
| Miroslav Hýll      | 1973-09-20 | Inter Bratislava     | 0  | 1 | 0 | 2  | 0  |
| Verdediging        |            |                      |    |   |   |    |    |
| Milan Timko        | 1972-11-28 | Kocaelispor          | 11 | 1 | 0 | 23 | 1  |
| Vladimír Leitner   | 1974-06-28 | FK Teplice           | 9  | 3 | 0 | 17 | 0  |
| Jozef Valachovič   | 1975-07-12 | Slovan Liberec       | 9  | 2 | 0 | 20 | 0  |
| Igor Bališ         | 1970-01-05 | West Bromwich Albion | 8  | 0 | 1 | 38 | 1  |
| Stanislav Varga    | 1972-10-08 | Sunderland AFC       | 7  | 0 | 0 | 30 | 0  |
| Jaroslav Hrabal    | 1974-09-08 | Spartak Trnava       | 4  | 0 | 0 | 11 | 1  |
| Roman Kratochvíl   | 1974-06-24 | Inter Bratislava     | 4  | 0 | 0 | 13 | 0  |
| Marián Suchancok   | 1971-07-13 | Inter Bratislava     | 3  | 0 | 0 | 6  | 0  |
| Ondrej Smelko      | 1967-09-01 | Ozeta Dukla Trencin  | 2  | 0 | 1 | 5  | 1  |
| Milos Sobona       | 1975-11-25 | Slovan Bratislava    | 2  | 0 | 0 | 3  | 0  |
| Frantisek Hadviger | 1976-07-13 | Spartak Trnava       | 1  | 2 | 0 | 4  | 0  |
| Erik Jezik         | 1976-10-16 | Slovan Bratislava    | 1  | 2 | 0 | 3  | 0  |
| Tibor Zátek        | 1971-06-14 | MFK Ružomberok       | 1  | 2 | 0 | 13 | 0  |
| Ladislav Pecko     | 1968-06-27 | Slovan Bratislava    | 1  | 1 | 0 | 5  | 0  |
| Vratislav Greško   | 1977-07-24 | Inter Milaan         | 0  | 1 | 0 | 1  | 0  |
| Zsolt Hornyák      | 1973-05-01 | Inter Bratislava     | 0  | 1 | 0 | 1  | 0  |
| Middenveld         |            |                      |    |   |   |    |    |
| Peter Dzúrik       | 1968-12-29 | Inter Bratislava     | 10 | 2 | 1 | 24 | 1  |
| Miroslav Karhan    | 1976-06-21 | Beşiktaş             | 6  | 0 | 0 | 36 | 1  |
| Peter Németh       | 1972-09-14 | FC Baník Ostrava     | 5  | 4 | 1 | 15 | 1  |
| Marek Ujlaky       | 1974-03-26 | Spartak Trnava       | 5  | 3 | 0 | 38 | 2  |
| Ľubomír Moravčík   | 1965-06-22 | Celtic               | 5  | 0 | 0 | 37 | 7  |
| Attila Pinte       | 1971-06-06 | Ferencváros          | 3  | 3 | 0 | 18 | 0  |
| Vladimír Janočko   | 1976-12-02 | Skoda Xanthi         | 3  | 2 | 0 | 12 | 0  |
| Peter Dubovský     | 1972-05-07 | Real Oviedo          | 3  | 0 | 0 | 33 | 12 |
| Vladislav Zvara    | 1971-12-11 | 1. FC Košice         | 3  | 0 | 0 | 29 | 0  |
| Samuel Slovák      | 1975-10-17 | Slovan Bratislava    | 2  | 2 | 0 | 14 | 0  |
| Igor Demo          | 1975-09-18 | Borussia M'gladbach  | 2  | 1 | 1 | 6  | 1  |
| Róbert Tomaschek   | 1972-08-25 | Heart of Midlothian  | 1  | 0 | 0 | 43 | 3  |
| Michal Pančík      | 1971-12-17 | Slovan Bratislava    | 0  | 1 | 0 | 1  | 0  |
| Pavol Sedlák       | 1979-11-21 | Slovan Bratislava    | 0  | 1 | 0 | 1  | 0  |
| Aanval             |            |                      |    |   |   |    |    |
| Vladimír Kožuch    | 1975-10-15 | Slovan Liberec       | 5  | 3 | 2 | 17 | 3  |
| Szilárd Németh     | 1977-08-08 | Inter Bratislava     | 5  | 0 | 3 | 19 | 6  |
| Tibor Jančula      | 1969-06-16 | Slovan Bratislava    | 4  | 0 | 0 | 28 | 9  |
| Martin Fabuš       | 1976-11-11 | Karlsruher SC        | 3  | 3 | 2 | 20 | 5  |
| Ľubomír Meszároš   | 1979-03-23 | Slovan Bratislava    | 1  | 4 | 0 | 5  | 0  |
| Peter Babnic       | 1977-04-30 | Inter Bratislava     | 1  | 1 | 0 | 2  | 0  |
| Martin Prohászka   | 1973-08-18 | FC Baník Ostrava     | 0  | 2 | 0 | 3  | 0  |